# Julia Görges
Julia Görges (Bad Oldesloe, 1988. november 2. –) német hivatásos teniszezőnő, olimpikon.
2005–2012 közötti profi pályafutása során egyéniben hétszer, párosban ötször nyert WTA-tornát. ITF-versenyeken hatszor diadalmaskodott mindkét versenyszámban.
A legjobb egyéni Grand Slam-eredményét a 2018-as wimbledoni teniszbajnokságon érte el, ahol az elődöntőbe jutott. Párosban a 2015-ös és a 2016-os Australian Openen, valamint a 2016-os wimbledoni tornán is elődöntőbe jutott. Vegyes párosban a 2014-es Roland Garroson döntőt játszott. 2017-ben megnyerte a WTA Elite Trophy évzáró bajnokok tornáját. 2016-ban Karolína Plíškovával kvalifikálta magát az évvégi világbajnokság páros versenyére.
Legelőkelőbb egyéni világranglista-helyezése a 9. hely volt, ezt 2018. augusztus 20-án érte el, párosban a legjobbjaként a 12. helyen állt 2016. augusztus 22-én.
Egyesben és párosban résztvevője volt a 2012. évi londoni olimpiának. 2008–2019 között 25 mérkőzésen szerepelt a német Fed-kupa-válogatottban, tagja volt a 2014-ben döntőt játszó csapatnak.
Steffi Graf és Claudia Kohde-Kilsch mellett egyike annak a három német teniszezőnek, akik egyéniben és párosban is a Top15-be jutottak a világranglistán. Mind a négy Grand Slam-tornán legalább a 4. körig jutott. 2008–2020 között 2931 ászt ütött, ezt az eredményét ebben az időszakban csak Serena Williams (4019) és Karolína Plíšková (3191) szárnyalta túl. 2018-ban ő ütötte a legtöbb ászt, szám szerint 492 alkalommal ütött védhetetlen adogatást.
2020. október 21-én jelentette be a profi tenisztől való visszavonulását.

## Pályafutása
Ötéves  korában kezdett el teniszezni, amikor a szülei a helyi teniszklubba beíratták. Kisebb korában példaképe Martina Hingis volt, de Roger Federer teniszét is szereti. Jelenlegi edzője Sascha Nensel, aki Nicolas Kiefer edzője is volt. Kedvenc borítása a kemény és a fű, kedvenc tornája pedig az Australian Open.

### 2005
2005-ben Görges kizárólag ITF-tornákon vett részt, s többnyire az első fordulóban búcsúzott. Főleg Németországban versenyzett ekkoriban.

### 2006
2006-ban is folytatta részvételét az ITF-versenyeken, s augusztusban megszerezte első tornagyőzelmeit is. Előbb Wahlstedtben a döntőben 6–3, 6–2-re győzte le Maria Geznengét, majd Bielefeldben Andrea Sievekét múlta felül 6–4, 4–6, 6–3-ra. Októberben Stuttgartban részt vett karrierje első WTA-tornájának selejtezőjében, de az első mérkőzésén kikapott. Néhány héttel később bekerült az erdingi Immobilien Kainz Open nevű ITF-torna döntőjébe, de honfitársa, Carmen Klaschka megnyerte az első szettet, a másodikban pedig Görges feladta.

### 2007
2007-ben az első sikerét februárban a dohai Qatar Total Openen érte el. Ekkor szerepelt először egy WTA-torna főtábláján, miután a selejtezőből indulva egészen a második körig jutott. A főtáblán előbb Szávay Ágnest győzte le, majd kikapott a második kiemelt Szvetlana Kuznyecovától.
Májusban a törökországi Antalyában megszerezte harmadik ITF-győzelmét. A fináléban honfitársát, Kathrin Wörlét győzte le 7–6, 6–4-re. Ezután a Madridban megrendezett I Open International Femenino Sextoset nevű versenyen az elődöntőben kapott ki 6–2, 6–2-re a hazai pályán játszó Carla Suárez Navarrótól. Madridból egyenesen a román fővárosba, Bukarestbe ment, ahol a döntőben nagyon simán legyőzte a bolgár Dia Evtimovát, megszerezve negyedik ITF-trófeáját.
Július végén egy Stockholmban megrendezett Tier IV-es verseny selejtezőjének sikeres megvívása után a főtáblára került, s egészen az elődöntőig menetelt. Ekkoriban a 177. volt a világranglistán, s sorra győzte le a Top 100-as játékosokat, többek között a cseh Klára Zakopalovát és az olasz Maria Elena Camerint. Az elődöntőben az orosz Vera Dusevina verte meg őt 6–4, 5–7, 6–3-ra.
Az első Grand Slam tornája a 2007-es US Open volt, ahol a selejtezőből jutott fel a főtáblára. Az első körben azonban éppen a világelső Justine Henint kapta, és két sima szettben búcsúzott a versenytől.
Decemberben a Német Országos Teniszbajnokságon vett részt, ahol a döntőben alulmaradt Andrea Petkovićcsal szemben három szoros szettben.

### 2008
2008-ban Görges már főként WTA-versenyeken vett részt. Az Australian Openen a selejtező második körében esett ki, a lengyel Urszula Radwańska múlta őt felül két szoros szettben. A Roland Garroson sem került főtáblára, mivel a kvalifikáció harmadik körében a fehérorosz Nasztasszja Jakimava 6–4, 6–3-ra legyőzte. Wimbledonban már alanyi jogon felfért a főtáblára, s a második körben búcsúztatta őt Marina Eraković. Az első fordulóban a 23. kiemelt Katarina Srebotnikot győzte le. Ezt követően került be először a legjobb százba a világranglistán.
Július végén a szlovéniai Portorožban rendezett tornán Görges az elődöntőig jutott, ahol a spanyol Anabel Medina Garrigues győzte le 6–3, 2–6, 6–4-re.
A US Openen az első körben kiesett, miután 7–6(0), 6–4-re kikapott a francia Séverine Brémondtól. A US Open után Görges már csak ITF-tornákon vett részt, s kétszer is az elődöntőbe jutott.

### 2009
A 2009-es évet Brisbane-ben, a Brisbane Internationalon kezdte, de a selejtezőből nem tudott a főtáblára kerülni. Ezután az Australian Openen próbálkozott, de az első fordulóban a szerb Ana Ivanović 7–5, 6–3-as győzelmet aratott felette.
Ezután a párizsi Open GDF Suez nevű versenyen indult el, egyéniben és párosban is. Egyéniben a selejtező harmadik fordulójában kiesett, de párosban Patty Schnyderrel csak az elődöntőben kaptak ki a későbbi győztes Black–Huber-párostól 6–1, 6–4-ra.
A Francia Nyílt Teniszbajnokságon ismét főtáblás volt, de az első fordulóban a cseh Iveta Benešová ellen feladni kényszerült a meccset napszúrás miatt 5–7, 1–4-nél.
Wimbledon előtt részt vett egy felvezető tornán Birminghamben, ahol a legjobb 16 között Urszula Radwańska győzte le őt 7–6(3), 6–3-ra. Wimbledonban korántsem ért el ilyen sikert, mivel az első körben 6–4, 7–6(0)-ra elbukta a meccsét a szerb Jelena Jankovićcsal szemben.
A US Openen sem sikerült bekerülni a második körbe, mert az első fordulóban Szvetlana Kuznyecova győzött ellene 6–3, 6–2-re. Utána a Bell Challenge-en szépen menetelt, megverte Sofia Arvidssont, a hazai pályán játszó kanadai Rebecca Marinót és az amerikai Lilia Osterloh-t, de az elődöntőben Lucie Šafářová erősebbnek bizonyult nála.
A 2009-es év volt az első, amikor Görges mind a négy Grand Slam-tornán főtáblás volt, bár mérkőzést nem sikerült nyernie.

### 2010
Az évet az aucklandi torna selejtezőjében kezdte, majd Sydney-ben játszott a főtáblán, de mindkét eseményen az első mérkőzését követően búcsúzott. Az Australian Openen az első körben legyőzte 6–0, 3–6, 6–3-as arányban Tamira Paszeket, de a második körben Caroline Wozniacki 6–3, 6–1-re felülmúlta őt.
Ezután Thaiföldön a PTT Pattaya Openen vett részt, de a második fordulóban kiesett. Az Indian Wells Mastersen az első körben 7–5, 3–6, 6–3-ra legyőzte Lucie Šafářovát, viszont a második körben Yanina Wickmayertől 6–2, 6–4-re kikapott. A Miami Mastersen is részt vett, de itt is a második körben búcsúzott. Jelena Vesznyina győzte őt le 6–3, 6–4-re.
Április végén hazai pályán, a stuttgarti Porsche Tennis Grand Prix első fordulójában Justine Henin verte őt meg. A Roland Garros előversenyén, a franciaországi Internationaux de Strasbourgon egészen az elődöntőig jutott, ahol a későbbi győztes Marija Sarapova 7–6(2), 6–1-re győzte le. A Roland Garroson az első körben Czink Melindát verte meg, de a második fordulóban az 1. kiemelt Serena Williams két sima szettben (6–1, 6–1) búcsúztatta a német lányt. Wimbledonbanban sem sikerült sokáig versenyben maradnia, az első körben Marion Bartoli búcsúztatta őt.
Wimbledon után egy ITF–tornán vett részt, amit meg is nyert, a döntőben Sophie Fergusont legyőzve 6–2, 6–2-re. Ezután az Internazionali Femminili di Palermón indult el, ahol az elődöntőben a címvédő és első kiemelt, hazai pályán játszó Flavia Pennetta 6–0, 6–4-re legyőzte őt.
Július második felében az ausztriai Gastein Ladiesen Görges megszerezte az első WTA-tornagyőzelmét, miután a döntőben 6–1, 6–4-re megverte Bacsinszky Tímeát. A torna folyamán megverte Klára Zakopalovát, Marija Koritcevát, Anasztaszija Pivovarovát és Alizé Cornet-t. A győzelem után karrierje során először bekerült a top 50-be a világranglistán.
Koppenhágában Görges eljutott az elődöntőig, de nem tudta kihasználni az 5–3-as vezetést a harmadik szettben az első kiemelt Caroline Wozniackival szemben, végül a mérkőzést is elvesztette 3–6, 6–0, 7–6(3)-ra.
A US Open első fordulóját sikeresen vette az olasz Romina Oprandival szemben, de a második fordulóban a 15. kiemelt Yanina Wickmayer 6–4, 7–5-re megverte. A Generali Ladies Linz nevű tornán az első körben Polona Hercogot búcsúztatta 6–4, 4–6, 6–4-es arányban, majd az 5. kiemelt Petra Kvitovát is legyőzte 6–2, 6–1-re, de a negyeddöntőben Ana Ivanović 7–6(6), 6–2-re felülmúlta Görgest.
Az utolsó WTA-versenyét 2010-ben a luxemburgi BGL Luxembourg Openen játszotta. A negyeddöntőben visszavágott Ana Ivanovićnak, és legyőzte őt 6–3, 6–1-re. Az elődöntőt honfitársával játszotta, de Angelique Kerbert is sikerült búcsúztatnia (6–4, 3–6, 6–1). A döntőben az olasz Roberta Vinci volt az ellenfele, akitől 6–3, 6–4-es vereséget szenvedett.

### 2011
Az aucklandi ASB Classic volt 2011-ben az első tornája. Itt rögtön az elődöntőig jutott el, de a későbbi győztes Arn Gréta 7–6(3), 6–3-ra legyőzte őt. Az Australian Openen az első fordulóban Gallovits-Hall Edinát búcsúztatta, a második körben pedig a 20. kiemelt észt Kaia Kanepit verte meg három szettben. A harmadik fordulóban a 2008-as Australian Open bajnokával, az orosz Marija Sarapovával találkozott, és végül a 14. kiemelt orosz játékos jutott tovább 4–6, 6–4, 6–4-es győzelmet aratva. Ez volt eddigi pályafutása legsikeresebb eredménye az Australian Openen.
Az Indian Wells Mastersen a harmadik fordulóban a 6. kiemelt Jelena Janković győzte őt le 6–2, 6–4-re. A másik amerikai kemény borítású versenyen, a Miamiban megrendezett Sony Ericsson Openen az első fordulóban alulmaradt a hazai pályán játszó Melanie Oudinnal szemben.
A Family Circle Cupon, Charlestonban, Görges a negyeddöntőig jutott, ám ott az orosz Jelena Vesznyina jutott tovább 2–6, 6–2, 6–2-es győzelemmel. A  Porsche Tennis Grand Prix-n, Stuttgartban, megszerezte a második WTA-tornagyőzelmét. Az első fordulóban Michaëlla Krajiceket búcsúztatta 6–3, 6–1-gyel, majd a második körben a fehérorosz Viktorija Azaranka sérülés miatt az első szett elvesztése után feladta a mérkőzést. A negyeddöntőt Sabine Lisickivel játszotta, s 6–4, 6–4-es győzelmével az elődöntőbe jutott. Ott Samantha Stosurt győzte le 6–4, 3–6, 7–5-re. A döntőben a világranglistát vezető Caroline Wozniackival játszott, és eddigi legnagyobb győzelmét elérve 7–6(3), 6–3-ra megverte a dán játékost. Így ő lett Anke Huber 1994-es győzelme óta az első német teniszező, aki meg tudta nyerni a stuttgarti tornát.
A májusi Mutua Madrid Openen az első fordulóban a 14. helyen kiemelt Kaia Kanepit győzte le három szettben, a második körben a szabadkártyás, volt világranglista-vezető Gyinara Szafinát ejtette ki 6–4, 4–6, 6–4-gyel. A harmadik fordulóban megismétlődött a stuttgarti döntője, s Görges ezúttal is legyőzte Wozniackit (6–4, 1–6, 6–3). Ezután Anasztaszija Pavljucsenkovát búcsúztatta a versenytől 6–4, 6–2-vel, de az elődöntőben Viktorija Azaranka megállította a Porsche Tennis Grand Prix óta veretlen német játékost, 6–4, 6–2-re legyőzve őt.
A Roland Garroson az első körben egy hazai játékossal, Mathilde Johanssonnal játszott, s 6–1, 6–4-es sikerrel továbbjutott. A második körben a cseh Lucie Šafářová felett aratott 2–6, 7–5, 6–2-es győzelmet. A harmadik fordulóban ismét francia játékost kapott, a 11. kiemelt Marion Bartolit. Bartoli elvesztette az első szettet 6–3-ra, de a másik kettőt ő nyerte 6–2, 6–4-re, így Görgesnek nem sikerült még egy franciát kiütnie a versenyből.
Június közepén a birminghami AEGON Internationalon az első fordulóban a szerb Ana Ivanović ejtette ki őt 6–4, 6–3-mal, tehát Görges Wimbledon előtti felvezető tornája nem sikerült jól. Wimbledonban az első körben Anabel Medina Garriguest búcsúztatta két sima szettben. A torna második fordulójában összejött a Roland Garros első fordulós  mérkőzése, s Mathilde Johansson ezúttal sem tudta legyőzni Görgest. Így a német lány életében először bekerült a 3. fordulóba Wimbledonban, ott azonban a szlovák Dominika Cibulková három szettben kiejtette őt.
A Gastein Ladiesen címvédőként indult, de az első fordulóban kikapott Laura Pous Tiótól 6–1, 2–6, 6–1-re. Párosban összeállt Jarmila Gajdošovával, és egészen a döntőig meneteltek, ahol kikaptak az Eva Birnerová–Lucie Hradecká-duótól 4–6, 6–2, 12–10-re. A Bank of the West Classic sem sikerült jól számára. Ugyan 6. kiemeltként indult a  tornán, de Marija Kirilenkótól kikapott az első fordulóban 6–2, 6–3-ra. Párosban viszont Barbora Záhlavová-Strýcovával továbbjutott, egészen az elődöntőig, ahol Viktorija Azarankától és Marija Kirilenkótól kaptak ki.
Carlsbadban erőnyerő volt az első fordulóban, viszont a másodikban kikapott a hazai pályán játszó Sloane Stephenstől 6–3, 7–5-re. Torontóban a 15. kiemelt Jelena Jankovićot győzte le 6–1, 6–3-as arányban az első fordulóban, a második körben viszont kikapott a későbbi győztes Serena Williamstől 6–1, 7–6(7)-re. Cincinnatiban ismét az első fordulóban búcsúzott, a selejtezős Cseng Csiétől két szettben kapott ki.
Dallasban legyőzte Alizé Cornet-t egy fordulatos meccsen 0–6, 6–4, 6–0-ra, de a második körben kikapott Elena Baltachától 2–6, 7–5, 7–6(2)-os arányban. A US Openen 19. kiemelt volt. Az első fordulóban honfitársát, Kristina Barroist győzte le 6–3, 6–2-re. A második fordulóban Laura Pous Tiót kapta ellenfélül, akit 6–3, 6–1-es meccsen győzött le, így pályafutása során először került be a US Open harmadik körébe. A Pous Tió elleni meccsen Görges 30 nyerő ütést hozott. A következő meccsén, amely majdnem két óra hosszú volt, Görges 6–4, 7–6(1)-os vereséget szenvedett Peng Suajtól.
Szöulban 3. kiemelt volt. Az első körben a selejtezős, de hazai pályán játszó Szema Jurikát verte meg 6–1, 6–1-re. A második körben Eléni Danjlídút verte meg 6–4, 7–5-re, de a negyeddöntőben kikapott a 6. helyen rangsorolt, későbbi győztes María José Martínez Sáncheztől 7–6(6), 6–1-re. Tokióban 13. kiemeltként indult, és az első két mérkőzését sima két szettben nyerte meg. A harmadik körben a 2. kiemelt Marija Sarapovától kapott ki 7–6(4), 7–6(4)-es arányban.
Pekingben az első körben kapott ki Marija Kirilenkótól 7–6 (9),6–3-as arányban. Linzben 6. kiemelt volt, de a második körben 6–3, 6–4-re kikapott világranglistán 104. helyen álló Jevgenyija Rogyinától, mielőtt az első körben meccslabdáról fordítva legyőzte Anastasija Sevastovát. Luxembourgban volt az utolsó versenye, ahol az első körben legyőzte Elena Baltachát 7–5, 6–1-re, majd a második fordulóban Tamira Paszeket is búcsúztatta 6–4, 6–2-vel. A negyeddöntőben ismét Anastasija Sevastovával játszott, ám 5–2-es állásnál a lett játékos feladta a mérkőzést. Az elődöntőben az 1. kiemelt Viktorija Azaranka volt az ellenfele, akitől 6–3, 6–3-as vereséget szenvedett.

### 2012
Az év első tornáján 5. kiemeltként indult Aucklandben, ahol az első körben a címvédő Arn Grétát győzte le 7–5, 3–6, 6–4-re. A második körben azonban meglepetésre kikapott honfitársától, Angelique Kerbertől 6–2, 6–3-ra. Párosban sokkal jobban sikerült a tornája, ugyanis Flavia Pennettával egészen a döntőig meneteltek, ahol kikaptak a 3. kiemelt Hlaváčková–Hradecká-duótól 6–7(2), 6–2, [10–7]-re. Sydney-ben az első körben Jelena Janković ellen játszott, de az egyik pontnál meghúzta a bal lábát, és nem tudta végigjátszani a mérkőzést, így 6–1, 3–1-es állásnál Görges feladta az ütközetet, és bizonytalanná vált az részvétele az Australian Openen. Egy héttel később azonban elindult Melbourne-ben, a tornán 22. kiemelt volt. Az első körben 6–3, 7–6(3)-ra győzte le Polona Hercogot, majd a második körben Eléni Danjilídu ellen játszott, de a görög játékos 6–2, 2–0 állásnál nyaksérülése miatt visszalépett a tornától. A harmadik körben szetthátrányból fordította meg a mérkőzést, Romina Oprandi 6–3-ra nyerte meg az első szettet, a másodikban Görges 6–3-mal egyenlített, a harmadik játszmát pedig simán, 6–1-re hozta, így először jutott tovább a negyedik körbe bármelyik Grand Slam-tornán. A legjobb 16 között Agnieszka Radwańskával játszott, akitől 6–1, 6–1-re kikapott, igaz, Görges a mérkőzésen 27 hibát ütött, s ez Radwańska három rontásához képest nagyon soknak bizonyult.
A Fed-kupában Németország színeiben a címvédő csehek ellen játszott. Görges az első meccsén Petra Kvitovával szemben úgy vesztette el 3–6, 6–3, 10–8-ra a mérkőzést, hogy a döntő szettben 5–4-nél szerválhatott a győzelemért. A párizsi tornán 6. kiemeltként indult, és az első fordulóban magabiztos játékkal búcsúztatta Sahar Peért. A második fordulóban Petra Cetkovskát is megverte, a cseh teniszezőt 6–1, 6–4-gyel ejtette ki. A negyeddöntőben Klára Zakopalová ellen jól kezdett, az első játszmát 6–3-ra meg is nyerte, viszont a következő kettőt 7–5, 6–1-re elvesztette, így búcsúzott a tornától. Dohában 16. kiemelt volt. Az első körben legyőzte Nasztasszja Jakimavát 6–2, 6–2-re, De a második körben kikapott a selejtezős Varvara Lepchenkótól 7–6(4), 7–6(5)-re.
Dubajban az első fordulóban Szvetlana Kuznyecovát győzte le 2–6, 7–6(2), 6–4-re, úgy, hogy Kuznyecova a második szettben 3–1-re is vezetett. A második körben az 1. kiemelt Viktorija Azaranka jutott volna Görgesnek, de a világelső visszalépett a tornától sérülése miatt. Ennek köszönhetően a második körben a szerencsés vesztes Casey Dellacquát kapta ellenfélnek, akit 6–0, 6–2-es arányban győzött le. A negyeddöntőben Daniela Hantuchovát győzte le szetthátrányból megfordítva, 4–6, 6–3, 6–4-re. Az elődöntőben megverte a korábbi világelsőt, a 3. kiemelt címvédőt, Caroline Wozniackit 7–6(3), 7–5-ös arányban. A döntőben kikapott Agnieszka Radwańskától 7–5, 6–4-re.
Az amerikai kemény pályás tornákon, Indian Wellsben és Miamiban felemásan szerepelt. Előbbi helyszínen 14. kiemelt volt, és erőnyerő az első körben. A másodikban legyőzte Elena Baltachát sima két szettben, majd a harmadik körben a 24. helyen rangsorolt Anabel Medina Garriguest is búcsúztatta. A negyedik fordulóban az odáig még veretlen világelső, Viktorija Azaranka állította őt meg. Miamiban szintén 14. helyen volt rangsorolva, és ugyancsak nem kellett játszania az első fordulóban, a másodikban viszont kikapott Kim Clijsterstől 6–2, 7–5-re.
A salakos szezont Barcelonában kezdte, ahol 2. kiemelt volt, de a negyeddöntőben alulmaradt a 2. helyen rangsorolt és későbbi győztes Sara Erranival szemben 6–2, 6–3-mal. Stuttgartban címvédőként indult el, de Anasztaszija Pavljucsenkova 5–7, 6–3, 6–4-es búcsúztatása után az 5. kiemelt Samantha Stosurtól kapott ki 6–2, 2–6, 6–3-ra. A kéksalakos tornán, Madridban honfitársától, Mona Bartheltől kapott ki rögtön az első fordulóban. Rómában az első fordulóban legyőzte Aleksandra Wozniakot döntőszett 6–3-ra, majd Marion Bartolit is búcsúztatta, aki a torna 7. kiemeltje volt. A harmadik körben a 12. kiemelt honfitársától, Angelique Kerbertől kapott ki 6–4, 6–1-re. Az év második Grand Slam-tornáján 25. kiemelt volt. Az első körben legyőzte Lucie Hradeckát 7–6(1), 6–4-re, majd a második körben búcsúztatta Heather Watsont is. A harmadik körös meccsét viszont nem tudta megnyerni, döntőszett 6–2-re elbukta a mérkőzést Arantxa Russzal szemben. Bad Gasteinben sem sikerült jó eredményt elérnie, első kiemeltként az első meccsen kikapott a világranglista 211. helyezett Richèl Hogenkamptól.

## Grand Slam döntői

### Vegyes páros (0–1)
| Eredmény | Év   | Torna         | Borítás | Partner        | Ellenfelek                            | Eredmény         |
| -------- | ---- | ------------- | ------- | -------------- | ------------------------------------- | ---------------- |
| Döntős   | 2014 | Roland Garros | Salak   | Nenad Zimonjić | Anna-Lena Grönefeld Jean-Julien Rojer | 6–4, 2–6, [7–10] |

## WTA-döntői

### Egyéni

#### Győzelmei (7)
| Összesítés           |                        |
| Grand Slam-torna (0) |                        |
| Tier I (0)           | Premier Mandatory* (0) |
| Tier II (0)          | Premier Five* (0)      |
| Tier III (0)         | Premier* (2)           |
| Tier IV (0)          | International* (4)     |
| Tier V (0)           | Challenger* (0)        |
| WTA Finals (0)       |                        |
| WTA Elite Trophy (1) |                        |

* 2009-től megváltozott a tornák rendszere.
 Az egymás mellett azonos színnel jelölt tornatípusok között nincs teljes mértékű megfelelés.
|    | Dátum             | Torna                                | Borítás    | Ellenfél a döntőben | Döntő eredménye |
| 1. | 2010. július 25.  | Gastein Ladies, Bad Gastein          | Salak      | Bacsinszky Tímea    | 6–1, 6–4        |
| 2. | 2011. április 24. | Porsche Tennis Grand Prix, Stuttgart | Salak (f)  | Caroline Wozniacki  | 7–6(3), 6–3     |
| 3. | 2017. október 21. | Kremlin Cup, Moszkva                 | Kemény (f) | Darja Kaszatkina    | 6–1, 6–2        |
| 4. | 2017. november 5. | WTA Elite Trophy, Csuhaj             | Kemény (f) | Coco Vandeweghe     | 7–5, 6–1        |
| 5. | 2018. január 7.   | ASB Classic, Auckland                | Kemény     | Caroline Wozniacki  | 6–4, 7–6(4)     |
| 6. | 2018. október 20. | BGL Luxembourg Open, Luxemburg       | Kemény (f) | Belinda Bencic      | 6–4, 7–5        |
| 7. | 2019. január 6.   | ASB Classic, Auckland                | Kemény     | Bianca Andreescu    | 2–6, 7–5, 6–1   |

#### Elveszített döntői (10)
|     | Dátum              | Torna                                              | Borítás      | Ellenfél a döntőben  | Döntő eredménye  | Döntő eredménye |
| 1.  | 2010. október 24.  | BGL Luxembourg Open, Luxembourg                    | Kemény (f)   | Roberta Vinci        | 3–6, 4–6         |                 |
| 2.  | 2012. február 25.  | Dubai Duty Free Tennis Championships, Dubaj        | Kemény       | Agnieszka Radwańska  | 5–7, 4–6         | (részletek)     |
| 3.  | 2012. október 14.  | Generali Ladies Linz, Linz                         | Kemény (f)   | Viktorija Azaranka   | 3–6, 4–6         | (részletek)     |
| 4.  | 2016. január 9.    | ASB Classic, Auckland, Új-Zéland                   | Kemény       | Sloane Stephens      | 5–7, 2–6         |                 |
| 5.  | 2017. június 25.   | Mallorca Open, Mallorca, Spanyolország             | Fű           | Anastasija Sevastova | 4–6, 6–3, 3–6    |                 |
| 6.  | 2017. július 23.   | BRD Bucharest Open, Bukarest, Románia              | Salak        | Irina-Camelia Begu   | 3–6, 5–7         |                 |
| 7.  | 2017. augusztus 6. | Citi Open, Washington, Egyesült Államok            | Kemény       | Jekatyerina Makarova | 6–3, 6–7(2), 0–6 |                 |
| 8.  | 2018. április 8.   | Volvo Car Open, Charleston, Egyesült Államok       | Salak (zöld) | Kiki Bertens         | 2–6, 1–6         |                 |
| 9.  | 2019. július 23.   | Nature Valley Open, Birmingham, Egyesült Királyság | Fű           | Ashleigh Barty       | 3–6, 5–7         |                 |
| 10. | 2019. október 20.  | BGL Luxembourg Open, Luxembourg                    | Kemény (f)   | Jeļena Ostapenko     | 4–6, 1–6         |                 |

### Páros

#### Győzelmei (5)
| Összesítés           |                        |
| Grand Slam-torna (0) |                        |
| Tier I (0)           | Premier Mandatory* (0) |
| Tier II (0)          | Premier Five* (0)      |
| Tier III (0)         | Premier* (1)           |
| Tier IV (0)          | International* (4)     |
| Tier V (0)           | Challenger* (0)        |

* 2009-től megváltozott a tornák rendszere. Challenger tornákat 2012-től rendeznek.
 Az egymás mellett azonos színnel jelölt tornatípusok között nincs teljes mértékű megfelelés.
| No. | Dátum               | Helyszín                                      | Borítás | Partner             | Ellenfél a döntőben                 | Eredmény a döntőben | Eredmény a döntőben |
| 1.  | 2009. július 25.    | Banka Koper Slovenia Open, Portorož           | Kemény  | Vladimíra Uhlířová  | Camille Pin Klára Zakopalová        | 6–4, 6–2            |                     |
| 2.  | 2010. augusztus 7.  | e-Boks Sony Ericsson Open, Koppenhága         | Kemény  | Anna-Lena Grönefeld | Vitalija Gyjacsenko Taccjana Pucsak | 6–4, 6–4            |                     |
| 3.  | 2010. szept. 26.    | Hansol Korea Open, Szöul                      | Kemény  | Polona Hercog       | Natalie Grandin Vladimíra Uhlířová  | 6–3, 6–4            |                     |
| 4.  | 2012. június 17.    | Gastein Ladies, Bad Gastein                   | Salak   | Jill Craybas        | Anna-Lena Grönefeld Petra Martić    | 6–7(4), 6–4, [11–9] | (részletek)         |
| 5.  | 2015. augusztus 29. | Connecticut Open, New Haven, Egyesült Államok | Kemény  | Lucie Hradecká      | Csuang Csia-zsung Liang Csen        | 6–3, 6–1            |                     |

#### Elveszített döntői (11)
| No. | Dátum                | Helyszín                                             | Borítás     | Partner                    | Ellenfél a döntőben                   | Eredmény a döntőben | Eredmény a döntőben |
| 1.  | 2009. aug. 2.        | Istanbul Cup, Isztambul                              | Kemény      | Patty Schnyder             | Lucie Hradecká Renata Voráčová        | 6–2, 3–6, [10–12]   |                     |
| 2.  | 2010. július 17.     | Internazionali Femminili di Palermo, Palermo         | Salak       | Jill Craybas               | Alberta Brianti Sara Errani           | 4–6, 1–6            |                     |
| 3.  | 2011. július 17.     | Gastein Ladies, Bad Gastein                          | Salak       | Jarmila Gajdošová          | Lucie Hradecká Eva Birnerová          | 6–4, 2–6, [10–12]   |                     |
| 4.  | 2011. okt. 16.       | Generali Ladies Linz, Linz                           | Kemény (f)  | Anna-Lena Grönefeld        | Marina Eraković Jelena Vesznyina      | 5–7, 1–6            |                     |
| 5.  | 2012. január 7.      | ASB Classic, Auckland                                | Kemény      | Flavia Pennetta            | Andrea Hlaváčková Lucie Hradecká      | 7–6(2), 2–6, [7–10] | (részletek)         |
| 6.  | 2012. április 29.    | Porsche Tennis Grand Prix, Stuttgart                 | Salak (f)   | Anna-Lena Grönefeld        | Iveta Benešová B. Záhlavová-Strýcová  | 4–6, 5–7            | (részletek)         |
| 7.  | 2012. okt. 14.       | Generali Ladies Linz, Linz                           | Kemény (f)  | Barbora Záhlavová-Strýcová | Anna-Lena Grönefeld Květa Peschke     | 3–6, 4–6            | (részletek)         |
| 8.  | 2013. január 5.      | ASB Classic, Auckland                                | Kemény      | Jaroszlava Svedova         | Cara Black Anastasia Rodionova        | 6–2, 2–6, [5–10]    |                     |
| 9.  | 2013. július 29.     | Bank of the West Classic, Stanford, Egyesült Államok | Kemény      | Darija Jurak               | Raquel Kops-Jones Abigail Spears      | 2–6, 6–7(4)         |                     |
| 10. | 2014. szeptember 14. | Coupe Banque Nationale, Quebec City, Kanada          | Szőnyeg (f) | Andrea Hlaváčková          | Lucie Hradecká Mirjana Lučić-Baroni   | 3–6, 6–7(8)         |                     |
| 11. | 2016. március 20.    | BNP Paribas Open, Indian Wells, Egyesült Államok     | Kemény      | Karolína Plíšková          | Bethanie Mattek-Sands Coco Vandeweghe | 6–4, 4–6, [6–10]    |                     |

## Eredményei Grand Slam-tornákon

### Egyéniben
| Grand Slam | Australian Open | Australian Open     | Roland Garros | Roland Garros    | Wimbledon | Wimbledon          | US Open  | US Open              |
| Év         | Eredmény        | Utolsó ellenfél     | Eredmény      | Utolsó ellenfél  | Eredmény  | Utolsó ellenfél    | Eredmény | Utolsó ellenfél      |
| 2007       | –               | –                   | –             | –                | –         | –                  | 1. kör   | Justine Henin        |
| 2008       | Selejtező       | Selejtező           | Selejtező     | Selejtező        | 2. kör    | Marina Eraković    | 1. kör   | Séverine Brémond     |
| 2009       | 1. kör          | Ana Ivanović        | 1. kör        | Iveta Benešová   | 1. kör    | Jelena Janković    | 1. kör   | Szvetlana Kuznyecova |
| 2010       | 2. kör          | Caroline Wozniacki  | 2. kör        | Serena Williams  | 1. kör    | Marion Bartoli     | 2. kör   | Yanina Wickmayer     |
| 2011       | 3. kör          | Marija Sarapova     | 3. kör        | Marion Bartoli   | 3. kör    | Dominika Cibulková | 3. kör   | Peng Suaj            |
| 2012       | 4. kör          | Agnieszka Radwańska | 3. kör        | Arantxa Rus      | 3. kör    | Ana Ivanović       | 1. kör   | Kristýna Plíšková    |
| 2013       | 4. kör          | Li Na               | 1. kör        | Zuzana Kučová    | 1. kör    | M Duque Mariño     | 1. kör   | Christina McHale     |
| 2014       | 2. kör          | Lauren Davis        | 2. kör        | Eugenie Bouchard | 1. kör    | Lucie Šafářová     | 1. kör   | Flavia Pennetta      |
| 2015       | 4. kör          | J Makarova          | 4. kör        | Sara Errani      | 1. kör    | Bacsinszky Tímea   | 1. kör   | A K Schmiedlová      |
| 2016       | 2. kör          | Karolína Plíšková   | 2. kör        | Mónica Puig      | 1. kör    | J Svedova          | 2. kör   | Venus Williams       |
| 2017       | 2. kör          | Jelena Janković     | 1. kör        | Madison Brengle  | 1. kör    | Leszja Curenko     | 4. kör   | Sloane Stephens      |
| 2018       | 2. kör          | Alizé Cornet        | 3. kör        | Serena Williams  | Elődöntő  | Serena Williams    | 2. kör   | J Makarova           |
| 2019       | 1. kör          | Danielle Collins    | 1. kör        | Kaia Kanepi      | 3. kör    | Serena Williams    | 4. kör   | Donna Vekić          |
| 2020       | 3. kör          | Alison Riske        | 2. kör        | Laura Siegemund  | elmaradt  | elmaradt           | –        | –                    |

### Párosban
| Grand Slam | Australian Open               | Australian Open                    | Roland Garros             | Roland Garros                       | Wimbledon                        | Wimbledon                      | US Open                       | US Open                       |
| Év         | Eredmény Partner              | Utolsó ellenfél                    | Eredmény Partner          | Utolsó ellenfél                     | Eredmény Partner                 | Utolsó ellenfél                | Eredmény Partner              | Utolsó ellenfél               |
| 2009       | –                             | –                                  | –                         | –                                   | –                                | –                              | 1. kör Arantxa Parra Santonja | S. Williams V. Williams       |
| 2010       | 1. kör Arantxa Parra Santonja | H. Su-vej S. Peng                  | 2. kör Dominika Cibulková | A. Hlaváčková L. Hradecká           | Negyeddöntő Szávay Ágnes         | G. Dulko F. Pennetta           | 3. kör Anna-Lena Grönefeld    | C. Black A. Rodionova         |
| 2011       | 3. kör Lisa Raymond           | N. Grandin V. Uhlířová             | 3. kör Andrea Petković    | N. Petrova A. Rodionova             | 1. kör Marija Kirilenko          | C. Pironkova Ch. Scheepers     | 2. kör Andrea Petković        | A. Hlaváčková L. Hradecká     |
| 2012       | 2. kör Kaia Kanepi            | Sz. Kuznyecova V. Zvonarjova       | 1. kör Samantha Stosur    | J. Makarova J. Vesznyina            | 1. kör Jill Craybas              | Andreja Klepač A. Rodionova    | Negyeddöntő Květa Peschke     | Sara Errani Roberta Vinci     |
| 2013       | 2. kör Samantha Stosur        | Varvara Lepchenko Cseng Szaj-szaj  | –                         | –                                   | Negyeddöntő B Záhlavová-Strýcová | Aojama Suko Ch. Scheepers      | 2. kör B Záhlavová-Strýcová   | Polona Hercog Lisa Raymond    |
| 2014       | 2. kör B Záhlavová-Strýcová   | Monique Adamczak Olivia Rogowska   | 1. kör A-L Grönefeld      | Dominika Cibulková Kirsten Flipkens | Negyeddöntő A-L Grönefeld        | Andrea Petković M Rybáriková   | 1. kör A-L Grönefeld          | Vania King Lisa Raymond       |
| 2015       | Elődöntő A-L Grönefeld        | B Mattek-Sands Lucie Šafářová      | 1. kör Barbora Krejčíková | Martina Hingis Szánija Mirza        | 1. kör Carina Witthöft           | Csan Hao-csing Van Uytvanck    | 1. kör K Jans-Ignacik         | Kiki Bertens Johanna Larsson  |
| 2016       | Elődöntő Karolína Plíšková    | Martina Hingis Szánija Mirza       | 3. kör Karolína Plíšková  | J. Makarova J. Vesznyina            | Elődöntő Karolína Plíšková       | Serena Williams Venus Williams | 3. kör Karolína Plíšková      | B Mattek-Sands Lucie Šafářová |
| 2017       | 1. kör Karolína Plíšková      | Andreja Klepač MJ Martínez Sánchez | –                         | –                                   | 3. kör Barbora Strýcová          | A-L Grönefeld Květa Peschke    | 1. kör Olha Szavcsuk          | Kiki Bertens Johanna Larsson  |
| 2018       | –                             | –                                  | –                         | –                                   | –                                | –                              | –                             | –                             |
| 2019       | –                             | –                                  | –                         | –                                   | –                                | –                              | 1. kör Kateřina Siniaková     | Cori Gauff Catherine McNally  |
| 2020       | 2. kör Ashleigh Barty         | Babos Tímea Kristina Mladenovic    | –                         | –                                   | elmaradt                         | elmaradt                       | –                             | –                             |

## Év végi világranglista-helyezései
| Év     | 2005  | 2006 | 2007 | 2008 | 2009 | 2010 | 2011 | 2012 | 2013 | 2014 | 2015 | 2016 | 2017 | 2018 | 2019 |
| Egyéni | 1118. | 425. | 131. | 102. | 78.  | 40.  | 21.  | 18.  | 73.  | 75.  | 50.  | 54.  | 14.  | 14.  | 28.  |
| Páros  | –     | 569. | 366. | 266. | 68.  | 36.  | 40.  | 21.  | 27.  | 40.  | 24.  | 16.  | 82.  | 299. | 126. |